# Escuela de Salamanca

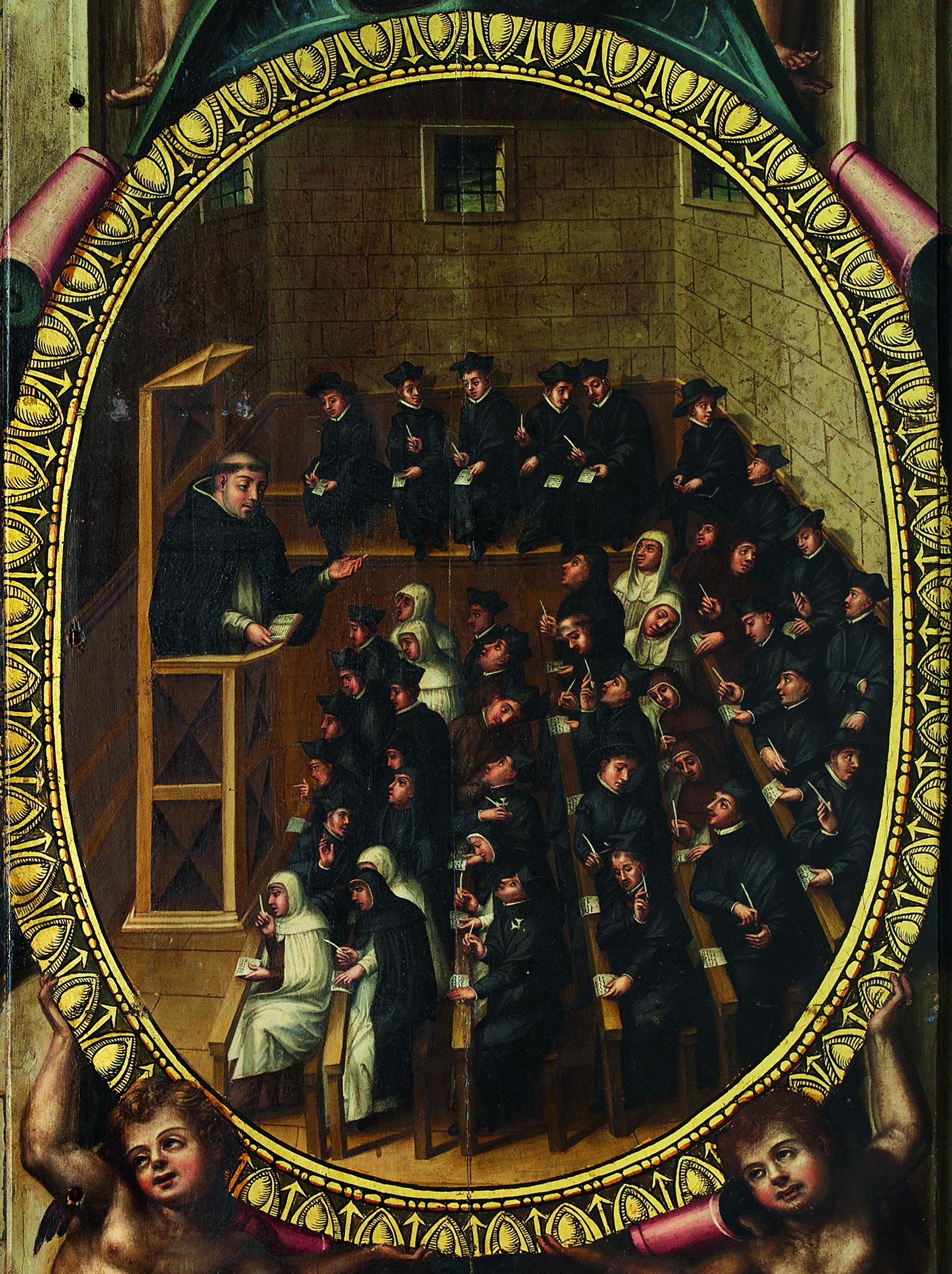
Alumnos en un aula de la Universidad de Salamanca,.

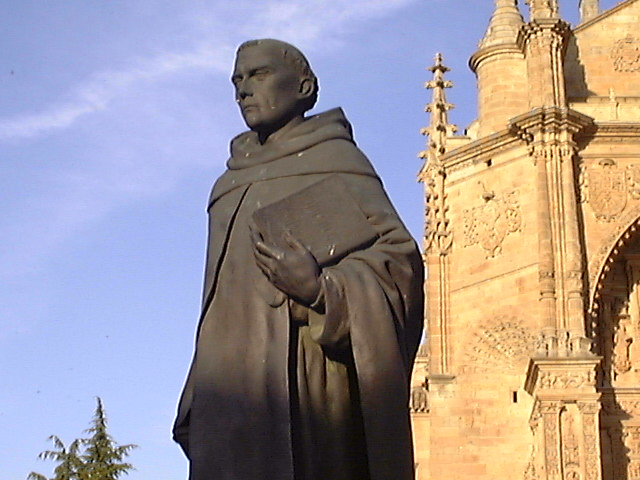
Estatua de Francisco de Vitoria en Salamanca.

La expresión escuela de Salamanca se utiliza[cita requerida] de manera genérica para designar el renacimiento del pensamiento dentro del contexto más amplio del Siglo de Oro español en diversas áreas que llevó a cabo un grupo de profesores universitarios, especialmente teólogos españoles, a raíz de la labor intelectual y pedagógica de Francisco de Vitoria en la Universidad de Salamanca. El influjo de la Escuela se debió sentir[cita requerida] en otras naciones, muchos de los componentes de la Escuela impartieron clases en universidades de fuera de España.
La Escuela de Salamanca es, tanto por razones de producción teórica como de profundidad de la misma, uno de los momentos mayores de la cultura de occidente. En términos generales, sustentó intelectualmente la primera globalización, consecuencia del Imperio español, caracterizado por la creación del Derecho internacional moderno y la expansión del mestizaje iberoamericano y filipino. 
Sin embargo, su reconocimiento internacional, por evidentes razones de predominio ideológico-político y de la llamada Leyenda negra, ha sido muy tardío. 
En la segunda década del siglo XX, en época de entreguerras y agitación política tuvo lugar un amplio e internacionalizado movimiento prosalmanticense centrado sobre todo en la figura de Francisco de Vitoria y el auge del Derecho Internacional, consecuencia del cual fue la creación de la cátedra con nombre del maestro en la Universidad de Salamanca, el comienzo del Anuario de la Asociación Francisco de Vitoria y la publicación de la decisiva obra de James Brown Scott El origen español del Derecho Internacional moderno (1928). 
Durante la posguerra, en 1946, con motivo del cuarto centenario de la muerte de Vitoria, publicó Antonio Truyol Serra cuatro ediciones en otras tantas lenguas (español, francés, inglés, alemán) de su estudio y homenaje al maestro. 
En los años 50, Joseph Alois Schumpeter reivindicó la aportación de los maestros salmanticenses al origen de la ciencia económica (en la corriente de pensamiento económico español que se conoce con el nombre de arbitrismo), a lo que hay que añadir los amplios estudios de Marjorie Grice-Hutchinson, sobre todos los temas que tocó la Escuela. En esos años también comienza Luciano Pereña la publicación de sus investigaciones sobre Suárez y Vitoria, a partir de las cuales, en 1972, tendrá lugar el inicio de la edición del "Corpus Hispanorum de Pace". Tras diversas aportaciones notables, en el año 2000 aparece, cerrando el siglo o abriendo una nueva prometedora época en los altos estudios, la obra de Belda Plans: La Escuela de Salamanca y la renovación de la teología en el siglo XVI.

## Contexto histórico

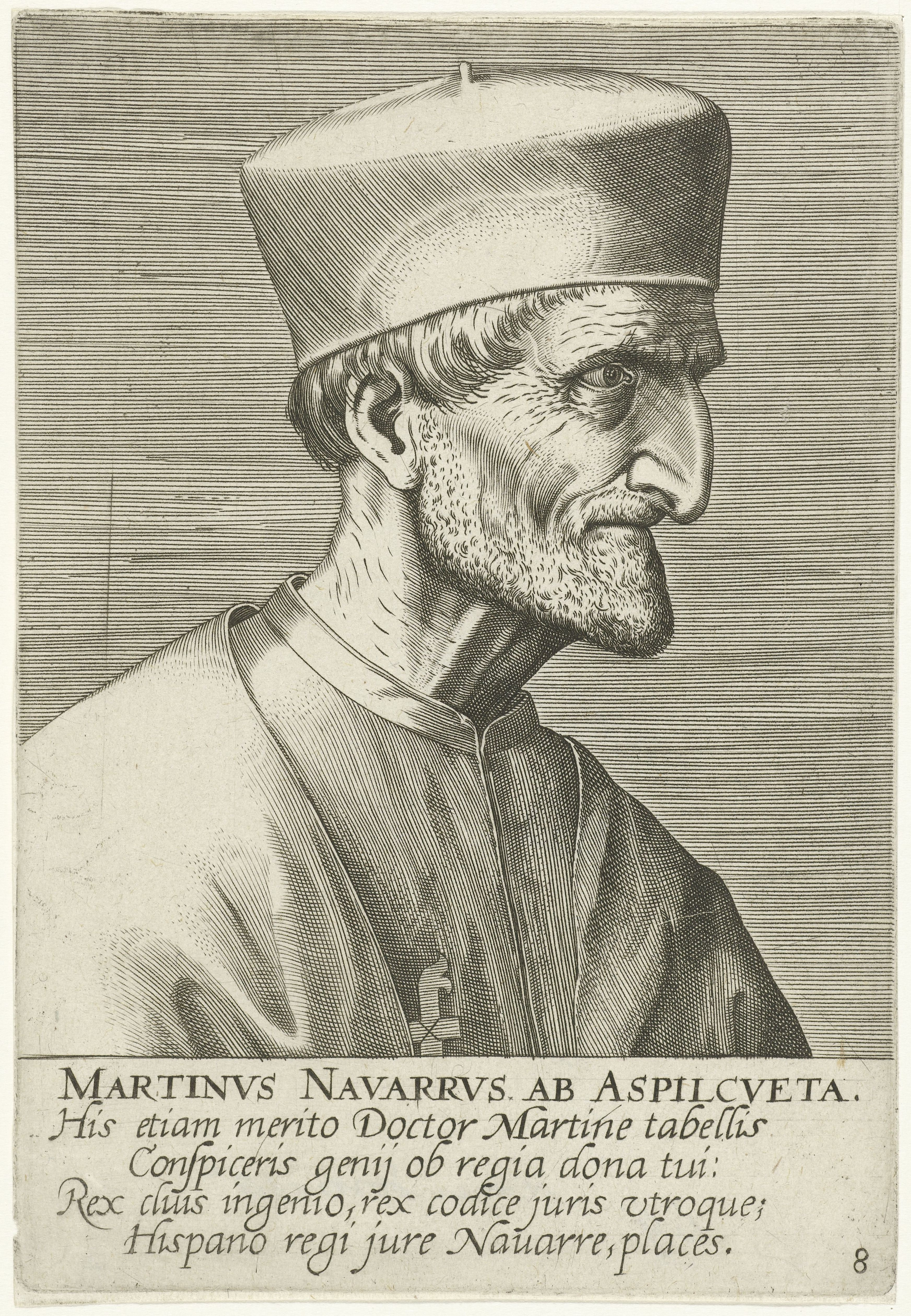
Martín de Azpilcueta.

Desde comienzos del siglo XVI las concepciones tradicionales del ser humano y su relación con Dios y con el mundo se habían visto sacudidas por la aparición del humanismo, por la reforma protestante y por los nuevos descubrimientos geográficos y sus consecuencias. El advenimiento de la Edad Moderna supuso un cambio importante en el concepto del hombre en sociedad. La Escuela de Salamanca abordó estos problemas desde nuevos puntos de vista.
Francisco de Vitoria, Domingo de Soto, Luis de Alcalá, Martín de Azpilcueta (o Azpilicueta), Tomás de Mercado o Francisco Suárez, todos ellos iusnaturalistas y moralistas, son los fundadores de una escuela de teólogos y juristas que realizó la tarea de reconciliar la doctrina tomista con el nuevo orden social y económico. Los temas de estudio se centraron principalmente en el hombre y sus problemas prácticos (morales, económicos, jurídicos...), aunque no se trata ni mucho menos de una doctrina única aceptada por todos, como lo prueban los desacuerdos o, incluso, las agrias polémicas entre ellos, que demuestran la vitalidad intelectual de la Escuela.
Por la amplitud de temas tratados se ha planteado la conveniencia de distinguir dos escuelas, la de los salmanticenses y la de los conimbricenses (de la Universidad de Coímbra). La primera comenzaría con Francisco de Vitoria (h. 1483-1546), y llega a su máximo esplendor con Domingo de Soto (1494-1560), todos ellos de la orden de los dominicos. La escuela de los conimbricenses estaría formada por los jesuitas que, desde finales del siglo XVI tomaron el relevo intelectual de los dominicos. Entre los jesuitas encontramos nombres de la talla de Luis de Molina (1535-1600) y Francisco Suárez (1548-1617).
Véase también: Segundo escolasticismo

## Teología
En el Renacimiento la teología estaba en decadencia frente al pujante humanismo, con la escolástica convertida en una metodología vacía y rutinaria. La universidad de Salamanca representó, a partir de Francisco de Vitoria, un auge de la teología especialmente como renacimiento del tomismo, que influyó en la vida cultural en general y en otras universidades europeas. El aporte fundamental de la Escuela de Salamanca a la teología quizá sea el acercamiento a los problemas de la sociedad, que antes habían sido ignorados, además del estudio de cuestiones hasta entonces inéditas. Por ello a veces se utilizaba el término teología positiva para destacar su carácter práctico frente a la teología escolástica.

### Moral
En una época en la que la religión (catolicismo, protestantismo, islamismo...) impregnaba todo, analizar la moralidad de los actos era el estudio más práctico y útil que se podía hacer para servir a la sociedad. Por eso las aportaciones originales en derecho y economía de la Escuela de Salamanca no fueron en su origen otra cosa que análisis concretos de los desafíos y problemas morales ocasionados a la sociedad por las nuevas situaciones.
Con el paso de los años se fue obteniendo una serie de respuestas ante dilemas morales concretos. Pero como una casuística nunca podía ser completa, también se buscó una regla o principio más general. A partir de aquí comenzó a desarrollarse el probabilismo, donde el criterio último ya no era la verdad, sino la seguridad de no elegir mal. Desarrollado principalmente por Bartolomé de Medina y continuado por Gabriel Vázquez y Francisco Suárez, el probabilismo llegó a convertirse en la escuela moral más importante de los siglos siguientes.

### Existencia del mal en el mundo
Una idea revolucionaria entre las desarrolladas por los salmantinos es que se puede hacer el mal aunque se conozca a Dios, y se puede hacer el bien aunque se le desconozca. Esto resultaba especialmente importante para el trato con los paganos, ya que el hecho de que no fuesen cristianos no presuponía que no fuesen buenos.
Vitoria proporcionó una imagen nueva de la divinidad para intentar explicar la presencia del mal en el mundo. La existencia de este hacía difícil creer que Dios pudiese ser infinitamente bueno e infinitamente poderoso a la vez.
Vitoria explicó esta paradoja apelando al libre albedrío humano. Puesto que la libertad es concedida por el mismo Dios a cada hombre, no es necesario que el hombre actúe eligiendo siempre el bien. La consecuencia es que el hombre puede provocar voluntariamente el mal.

### PolémicaDe auxiliis

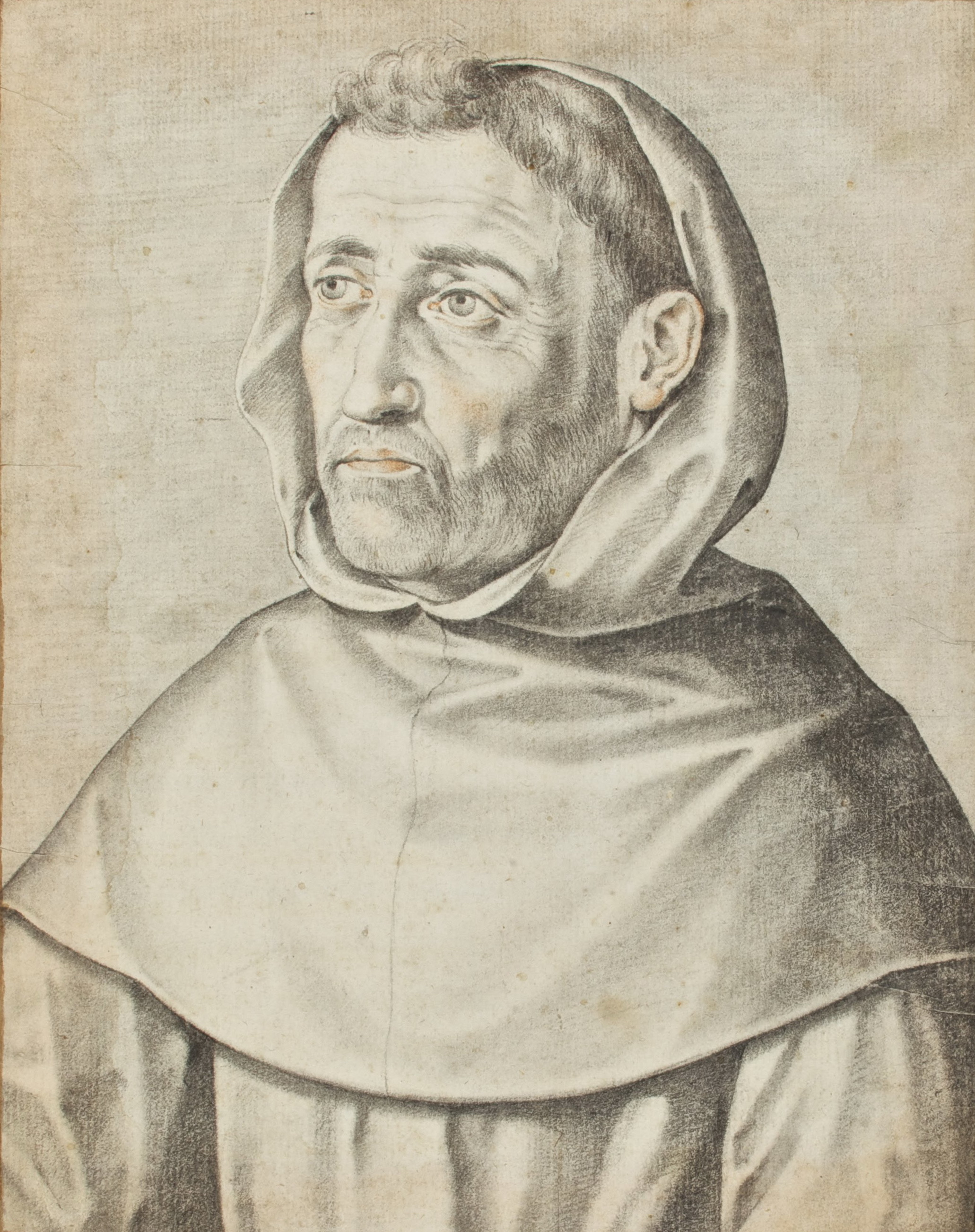
Fray Luis de León.

Esta polémica se desató, a finales del siglo XVI, entre jesuitas y dominicos sobre la gracia y la predestinación, es decir, cómo se puede conciliar el libre albedrío con la omnipotencia de Dios. En 1582 el jesuita Prudencio de Montemayor y el agustino fray Luis de León hablaron sobre la libertad humana en un acto público. El dominico Domingo Báñez consideró que le daban un excesivo peso y que emplearon unos términos que sonaban heréticos, por lo que les acusó ante el Santo Oficio de pelagianismo. Esta doctrina ensalzaba el libre albedrío humano en detrimento del pecado original y de la gracia otorgada por Dios. El resultado de esta escaramuza fue que Prudencio de Montemayor terminó apartado de la enseñanza y a Fray Luis se le prohibió defender tales ideas.
Báñez fue acusado ante el Santo Oficio por fray Luis de León de cometer el error de Lutero. Según esta doctrina, que está en la base del protestantismo, el hombre está plenamente corrompido como consecuencia del pecado original y su voluntad es incapaz de cooperar o rechazar libremente a la acción de la gracia. Báñez resultó exculpado.
Sin embargo, esto no acabó con la polémica, que continuó Luis de Molina con su Concordia liberi arbitrii cum gratiae donis (1588), apoyándose en el jesuita portugués Pedro de Fonseca, que se consideró la mejor expresión de la posición de los jesuitas. La polémica continuó durante años e incluyó un intento de los dominicos para que el Papa Clemente VIII condenase la Concordia de Molina. Finalmente Paulo V en 1607 reconoció la libertad de jesuitas y dominicos para defender sus ideas, prohibiendo que ninguna de ellas fuese calificada de herejía.

## Derecho y justicia
La doctrina jurídica de la Escuela de Salamanca significó el fin de los conceptos medievales del derecho, con la primera gran reivindicación de la libertad, inusitada para la Europa de la época. Los derechos naturales del hombre pasaron a ser, de una u otra forma, el centro de atención, tanto los relativos al cuerpo (derecho a la vida, a la propiedad) como al espíritu (derecho a la libertad de pensamiento, a la dignidad).

### Derecho natural y derechos humanos
La Escuela de Salamanca reformuló el concepto de Derecho natural. Este surge de la misma naturaleza, y todo aquello que exista según el orden natural comparte ese derecho. La conclusión obvia es que, si todos los hombres comparten la misma naturaleza, también comparten los mismos derechos como el de igualdad o de libertad. Puesto que el hombre no vive aislado sino en sociedad, la ley natural no se limita al individuo. Así, la justicia es un ejemplo de ley natural que se realiza dentro de la sociedad. Para Gabriel Vázquez (1549-1604) actuar con justicia es un deber dictado por la ley natural.
Así, frente a la concepción predominante en España y Europa de los indios de América como infantiles o incapaces, la gran novedad sería el reconocimiento de derechos, como el de la propiedad de sus tierras o el de rechazar la conversión por la fuerza.

### Soberanía

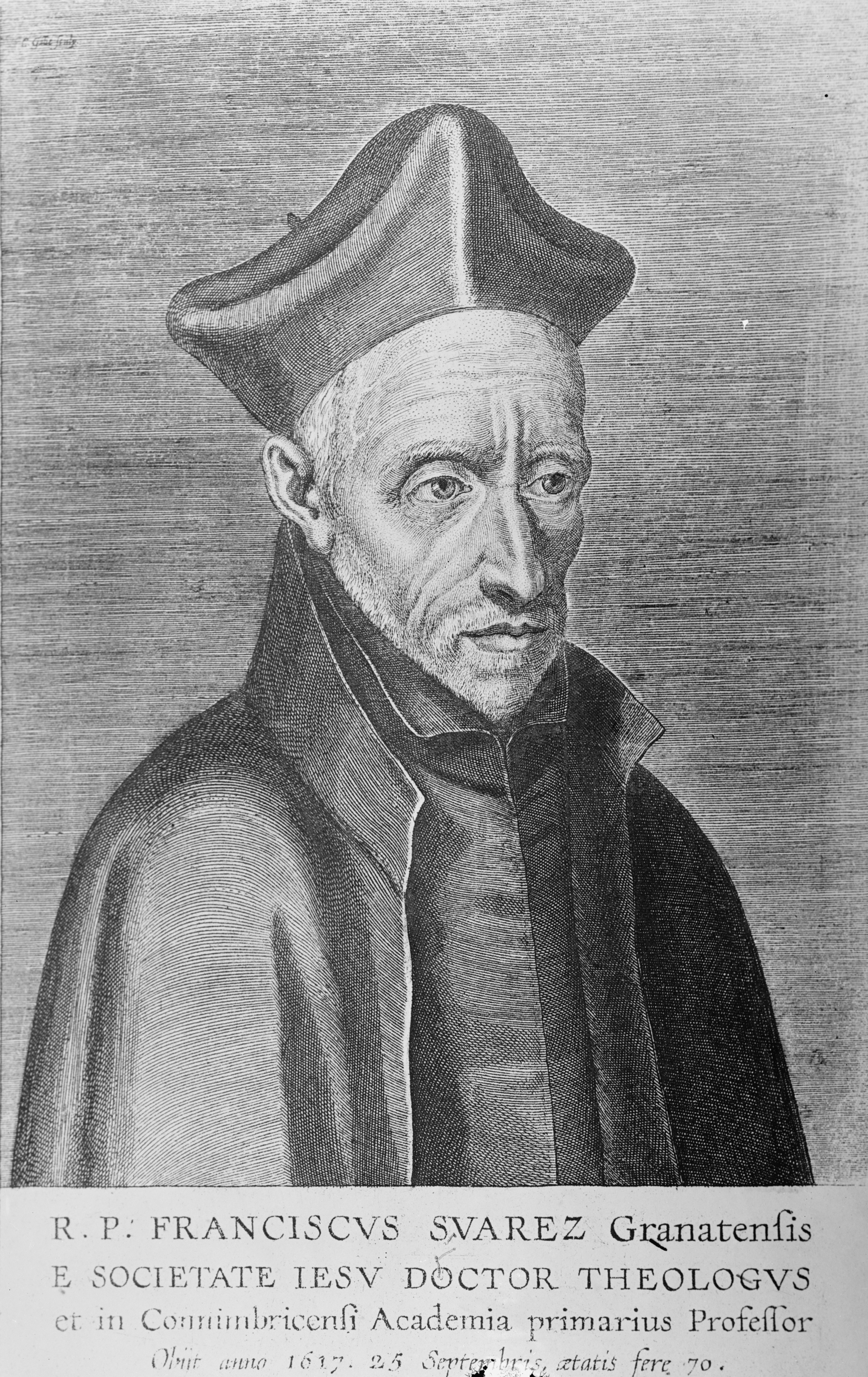
Francisco Suárez.

La Escuela de Salamanca distinguió dos potestades, el ámbito natural o civil y el ámbito sobrenatural, que en la Edad Media no se diferenciaban. Una consecuencia directa de la separación de potestades es que el rey o emperador no tiene jurisdicción sobre las almas, ni el Papa poder temporal. Incluso propusieron que el poder del gobernante tiene sus limitaciones. Así, según Luis de Molina una nación es análoga a una sociedad mercantil en la que los gobernantes serían los administradores, pero donde el poder reside en el conjunto de los administrados considerados individualmente, cuando la idea anterior era que el poder de la sociedad sobre el individuo es mayor que el de este sobre sí mismo, ya que el poder del gobernante era una emanación del poder divino, cosa que los salmantinos rechazan.
Así por ejemplo, la Corona inglesa mantenía la teoría del poder real por designio divino (el único receptor legítimo de la emanación de poder de Dios es el rey), de manera que los súbditos sólo podían acatar sus órdenes para no contravenir dicho designio. Frente a esto, diversos integrantes de la Escuela sostuvieron que el pueblo es el receptor de la soberanía, el cual la transmite al príncipe gobernante según diversas condiciones. El más destacado en este sentido posiblemente fue Francisco Suárez, cuya obra Defensio Fidei Catholicae adversus Anglicanae sectae errores (1613) fue la mejor defensa de la época de la soberanía del pueblo. Los hombres nacen libres por su propia naturaleza y no siervos de otro hombre, y pueden desobedecer e incluso deponer a un gobernante injusto. Al igual que Molina, afirma que el poder político no pertenece a ninguna persona en concreto, pero se diferencia de él por el matiz de que considera que el receptor es el pueblo como un todo, no como un conjunto de soberanos individuales.
Para Suárez el poder político de la sociedad es contractual en su origen porque la comunidad se forma por el consenso de voluntades libres. La consecuencia de esta teoría contractualista es que la forma de gobierno natural es la democracia, mientras que la oligarquía o la monarquía surgen como instituciones secundarias, que son justas si las ha elegido el pueblo.
Para el politólogo argentino Marcelo Gullo los pensadores de la Escuela de Salamanca abrieron el camino a la soberanía popular y al estado democrático.

### Derecho de gentes y derecho internacional
Francisco de Vitoria fue quizá el primero en desarrollar una teoría sobre el ius gentium ('derecho de gentes') que sin lugar a dudas puede calificarse de moderna. Extrapoló sus ideas de un poder soberano legítimo sobre la sociedad al ámbito internacional, concluyendo que este ámbito también debe regirse por unas normas justas y respetuosas con los derechos de todos. El bien común del orbe es de categoría superior al bien de cada estado. Esto significó que las relaciones entre estados debían pasar de estar justificadas por la fuerza a estar justificadas por el derecho y la justicia.  Algunos historiadores han contradicho la versión tradicional de los orígenes del derecho internacional, que destaca la influencia de De jure belli ac pacis de Hugo Grocio, y proponen a Vitoria y, más tarde, a Suárez como precursores y, potencialmente, fundadores del campo. Otros, como Koskenniemi, han argüido que ninguno de estos pensadores humanistas ni escolásticos fundaron el derecho internacional en el sentido moderno poniendo, en cambio, los orígenes en la época posterior a 1870.
El ius gentium se fue diversificando. Francisco Suárez, que ya trabajaba con categorías bien perfiladas, distinguía entre ius inter gentes e ius intra gentes. Mientras que el ius inter gentes, que correspondería al derecho internacional moderno, era común a la mayoría de países (por ser un derecho positivo, no natural, no tiene porqué ser obligatorio a todos los pueblos), el ius intra gentes o derecho civil es específico de cada nación.

### Justificación de las guerras
Puesto que la guerra es uno de los peores males que puede sufrir el hombre, los integrantes de la Escuela razonaron que no se puede recurrir a ella bajo cualquier condición, sino sólo para evitar un mal mayor. Incluso es preferible un acuerdo regular, aun siendo la parte poderosa, antes que comenzar una guerra. Ejemplos de guerra justa son:
- En defensa propia, siempre que tenga posibilidades de éxito. Si de antemano está condenada al fracaso, dicha guerra sería un derramamiento inútil de sangre.
- Guerra preventiva contra un tirano que está a punto de atacar.
- Guerra de castigo contra un enemigo culpable.

Pero una guerra no solo es lícita o ilícita por el motivo desencadenante, debe cumplir toda una serie de requisitos adicionales:
- Es necesario que la respuesta sea proporcional al mal, si se utiliza más violencia de la estrictamente necesaria sería una guerra injusta.
- El gobernante es el que debe declarar la guerra, pero su decisión no es causa suficiente para comenzarla. Si la población se opone es ilícita. Por supuesto, si el gobernante quiere emprender una guerra injusta, antes que eso es preferible deponerlo y juzgarlo.
- Una vez la guerra ha comenzado no se puede hacer todo en ella, como atacar inocentes o matar rehenes, hay límites morales a la actuación.
- Es obligatorio apurar todas las opciones de diálogo y negociaciones antes de emprender una guerra, sólo es lícita la guerra como último recurso.

Son injustas las guerras expansionistas, de pillaje, para convertir a infieles o paganos, por la gloria, etc.

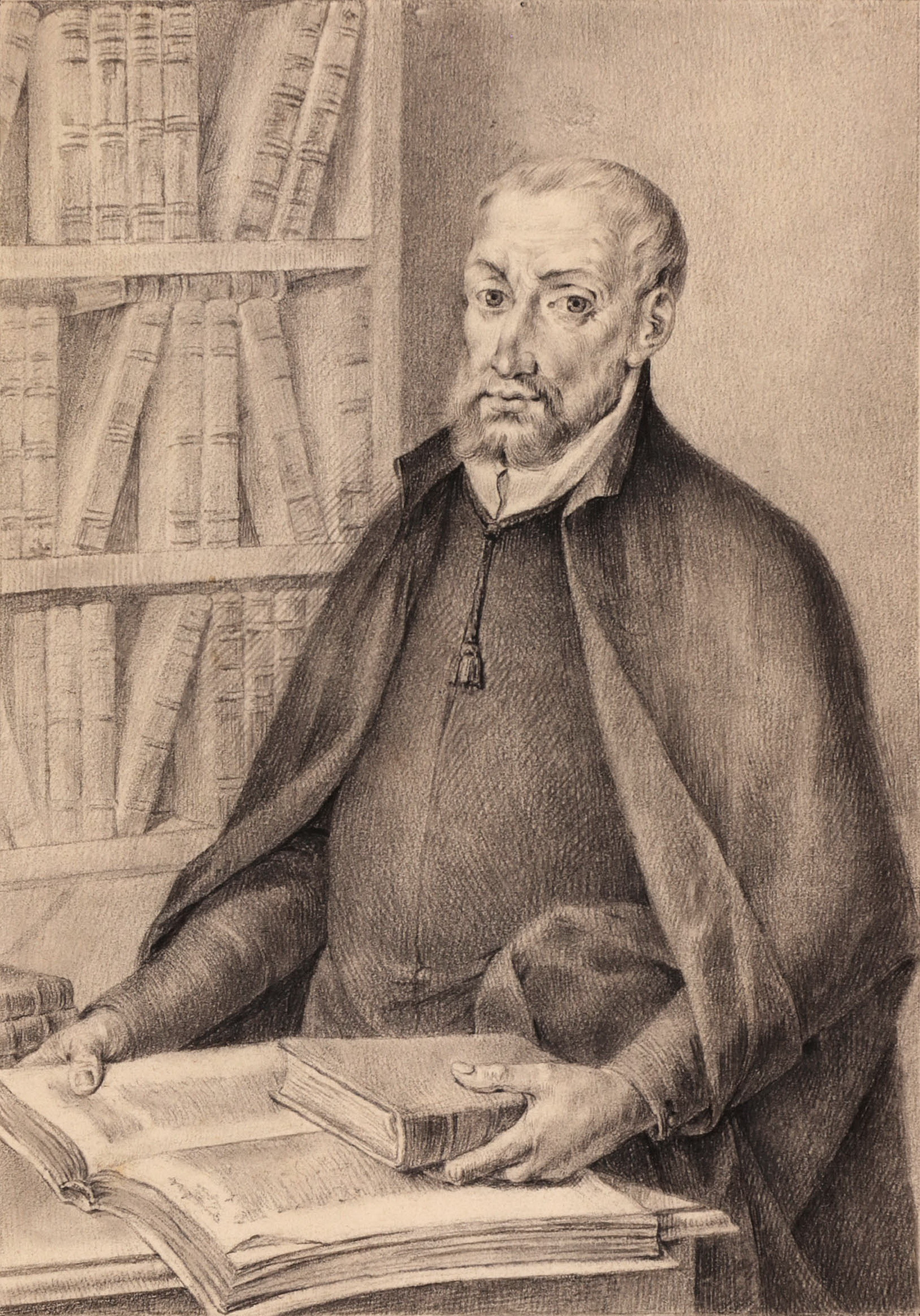
Juan Ginés de Sepúlveda.

### Conquista de América

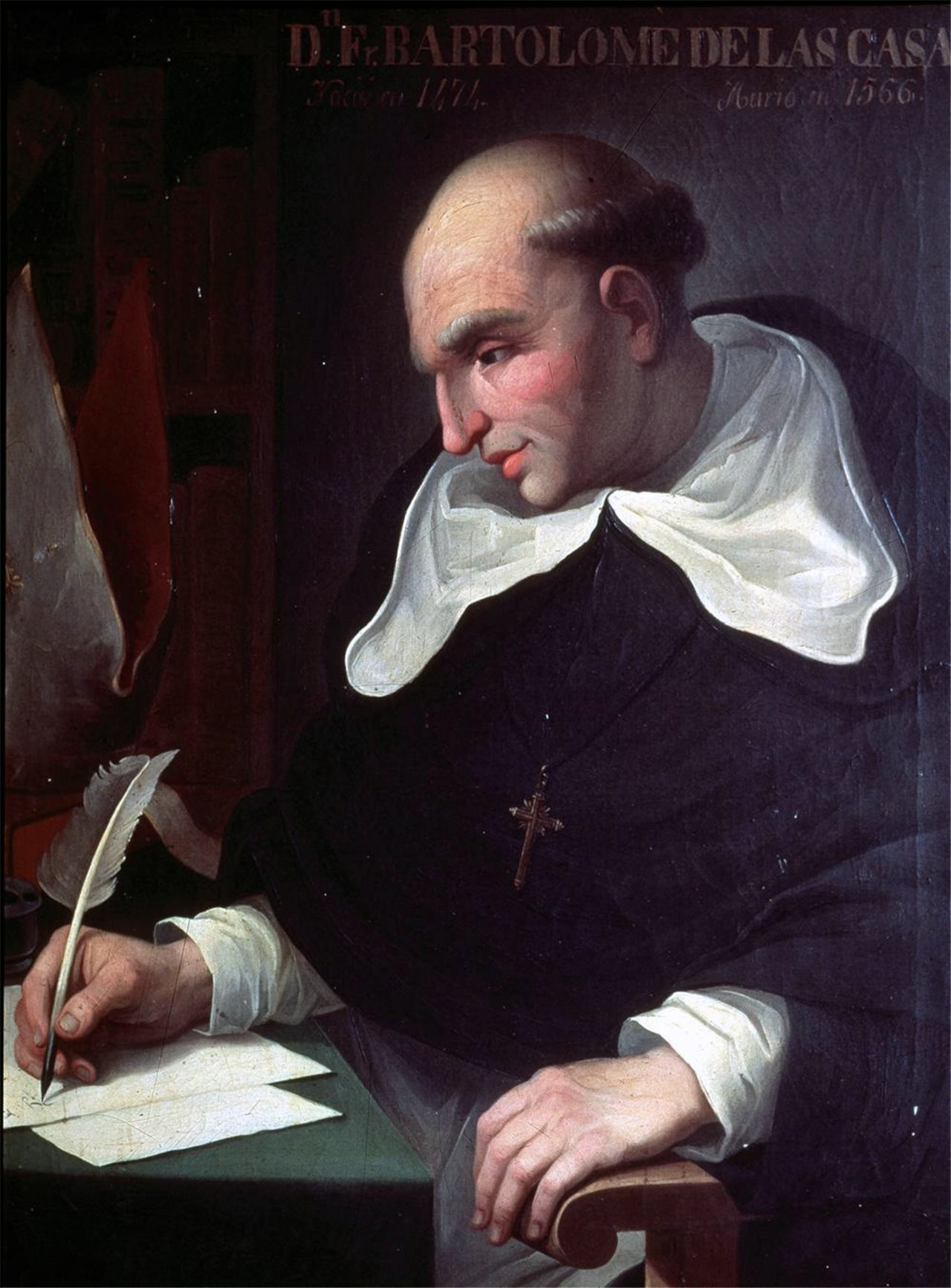
Bartolomé de las Casas.

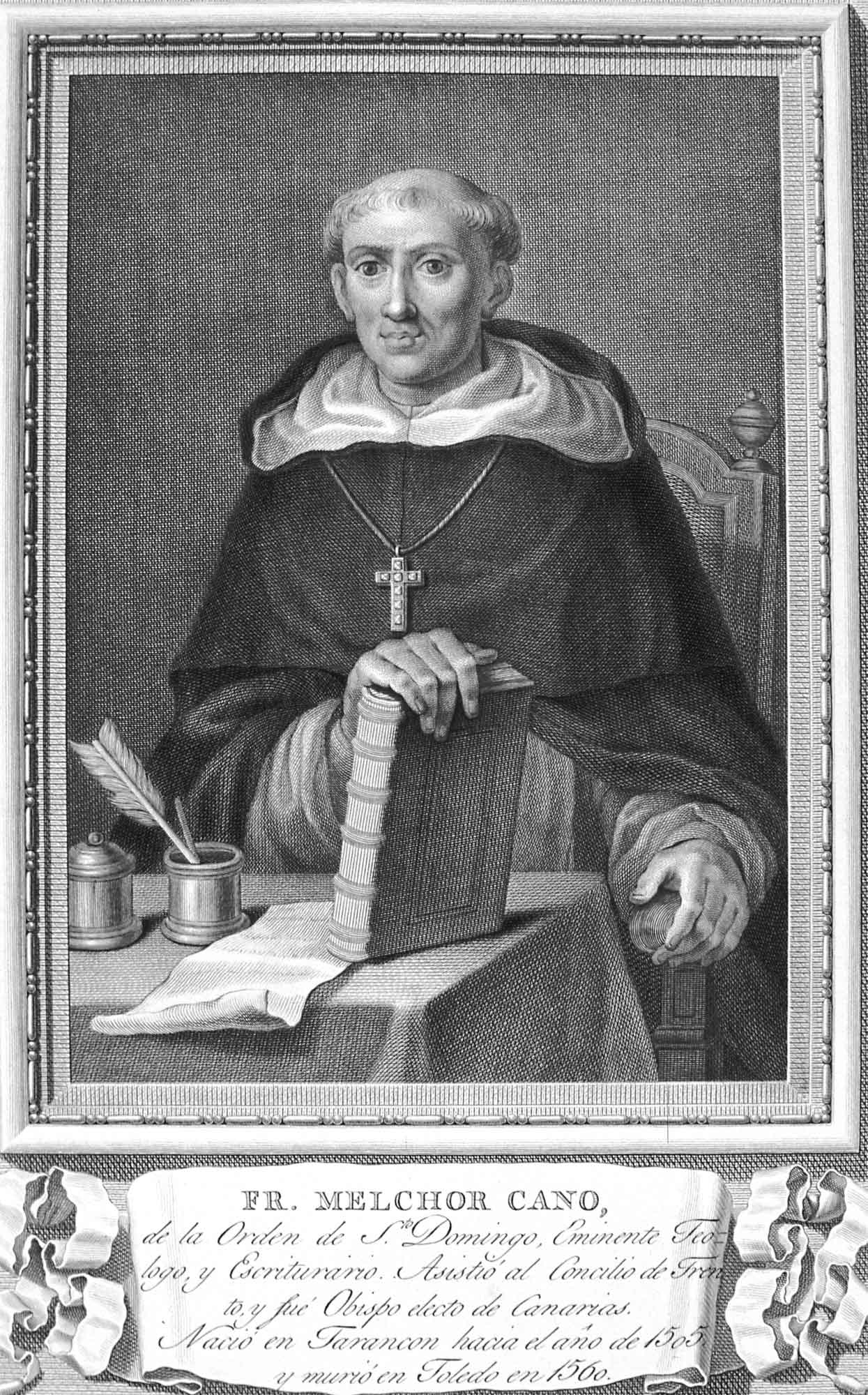
Melchor Cano.

En esta época de comienzo del colonialismo de la época Moderna, España fue la única nación europea en la que un nutrido grupo de intelectuales se planteó la legitimidad de una conquista en lugar de intentar justificarla por motivos tradicionales. Fue la conocida como polémica de los justos títulos, uno de cuyos episodios fue la Junta de Valladolid (1550-1551), famoso debate entre Juan Ginés de Sepúlveda y Bartolomé de las Casas en el que participaron también varios discípulos de Vitoria, ya muerto: Domingo de Soto y Melchor Cano (ambos de la Universidad de Salamanca) y Bartolomé de Carranza (de la de Valladolid), todos ellos (al igual que Sepúlveda y Las Casas) dominicos.
Francisco de Vitoria había comenzado su análisis de la conquista desechando los títulos ilegítimos. Fue el primero que se atrevió a negar que la bulas de Alejandro VI (conocidas en conjunto como las Bulas de donación) fuesen un título válido de dominio de las tierras descubiertas. Tampoco eran aceptables el primado universal del emperador, la autoridad del Papa (que carece de poder temporal) ni un sometimiento o conversión obligatorios de los indios. No se les podía considerar pecadores o poco inteligentes, sino que eran libres por naturaleza y dueños legítimos de sus propiedades. Cuando los españoles llegaron a América no portaban ningún título legítimo para ocupar aquellas tierras que ya tenían dueño.
Vitoria también analizó si existían motivos que justificarían algún tipo de dominio sobre las tierras descubiertas. Encontró hasta ocho títulos legítimos de dominio. El primero que señala, quizá el fundamental, está relacionado con la comunicación entre los hombres, que constituyen en conjunto una sociedad universal. El ius peregrinandi et degendi es el derecho de todo ser humano a viajar y comerciar por todos los rincones de la tierra, independientemente de quién sea el gobernante o cuál sea la religión de cada territorio. Por ello, si los indios no permitían el libre tránsito, los agredidos tenían derecho a defenderse, y a quedarse con los territorios que obtuvieran en esa guerra.
El segundo título hace referencia a otro derecho cuya obstaculización también era una causa de guerra justa. Los indios podían rechazar voluntariamente la conversión, pero no impedir el derecho de los españoles a predicar, en cuyo caso la situación sería análoga a la del primer título. Sin embargo Vitoria hace notar que aunque esto sea causa de guerra justa, no necesariamente es conveniente que así ocurra por las muertes que podría causar.
Los siguientes títulos, de mucha menor importancia, son:
- Si los soberanos paganos fuerzan a los conversos a volver a la idolatría.
- Si hay un número suficiente de cristianos conversos pueden recibir del Papa un gobernante cristiano.
- Si hay tiranía o daño hecho a inocentes (sacrificios).
- Por causa de socios y amigos atacados, como los tlaxcaltecas, aliados de los españoles pero sojuzgados, con otros muchos pueblos, por los aztecas.
- El último título legítimo, aunque calificado por el propio Vitoria de dudoso, es la carencia de leyes justas, magistrados, técnicas agrícolas, etc. En todo caso, siempre sería con caridad cristiana y para utilidad de los indios.

Estos títulos legítimos e ilegítimos no agradaron al rey Carlos I ya que significaba que España no tenía un derecho especial, por lo que intentó sin éxito que los teólogos dejasen de expresar sus opiniones sobre estos temas.

### Otras cuestiones
Jerónimo Castillo de Bobadilla escribió un tratado sobre administración y justicia: Política para corregidores y señores de vassallos, en tiempos de paz y de guerra y para juezes eclesiásticos y seglares, juezes de comisión, regidores, abogados y otros oficiales públicos, dentro de la idea liberal de la Escuela.

## Economía
Quizá el aspecto que ha hecho recientemente más famosa esta Escuela es por sus investigaciones sobre la economía. El espaldarazo final a la denominación Escuela de Salamanca de economistas vino dado por Joseph Schumpeter en su Historia del análisis económico (1954), aunque muchos historiadores económicos ya emplearon el apelativo antes que él. Schumpeter estudió la doctrina escolástica en general y la española en particular, y elogió el alto nivel de la ciencia económica en la España del siglo XVI. Según el citado economista, esta escuela fue el grupo que más se merece el título de fundador de la ciencia económica. La Escuela de Salamanca no llegó a elaborar una doctrina económica completa, pero estableció las primeras teorías económicas modernas para afrontar los nuevos problemas que habían surgido. Desgraciadamente, no hubo continuación desde finales del siglo XVII, y muchas de sus aportaciones acabaron olvidadas para ser redescubiertas décadas después.
Aunque no se ha encontrado una influencia directa, la Escuela de Salamanca se ha comparado muchas veces con la Escuela austríaca.

### Antecedentes
En 1517 Francisco de Vitoria, por aquel entonces en la Sorbona, fue consultado por comerciantes españoles afincados en Amberes sobre la legitimidad moral de comerciar para incrementar la riqueza personal. Desde un punto de vista actual se puede decir que era una consulta sobre la legalidad del espíritu emprendedor. Desde entonces y durante años posteriores, Vitoria y otros teólogos prestaron atención a los asuntos económicos. Se alejaron de posiciones ya obsoletas e intentaron sustituirlas por nuevos principios extraídos de la ley natural.
El orden natural se basa en la libre circulación de personas, bienes e ideas, de manera que los hombres pueden conocerse entre sí e incrementar sus sentimientos de hermandad. Esto implicaba que los comerciantes no solo no eran moralmente reprobables, sino que llevaban a cabo un servicio importante para el bienestar general.

### Propiedad privada

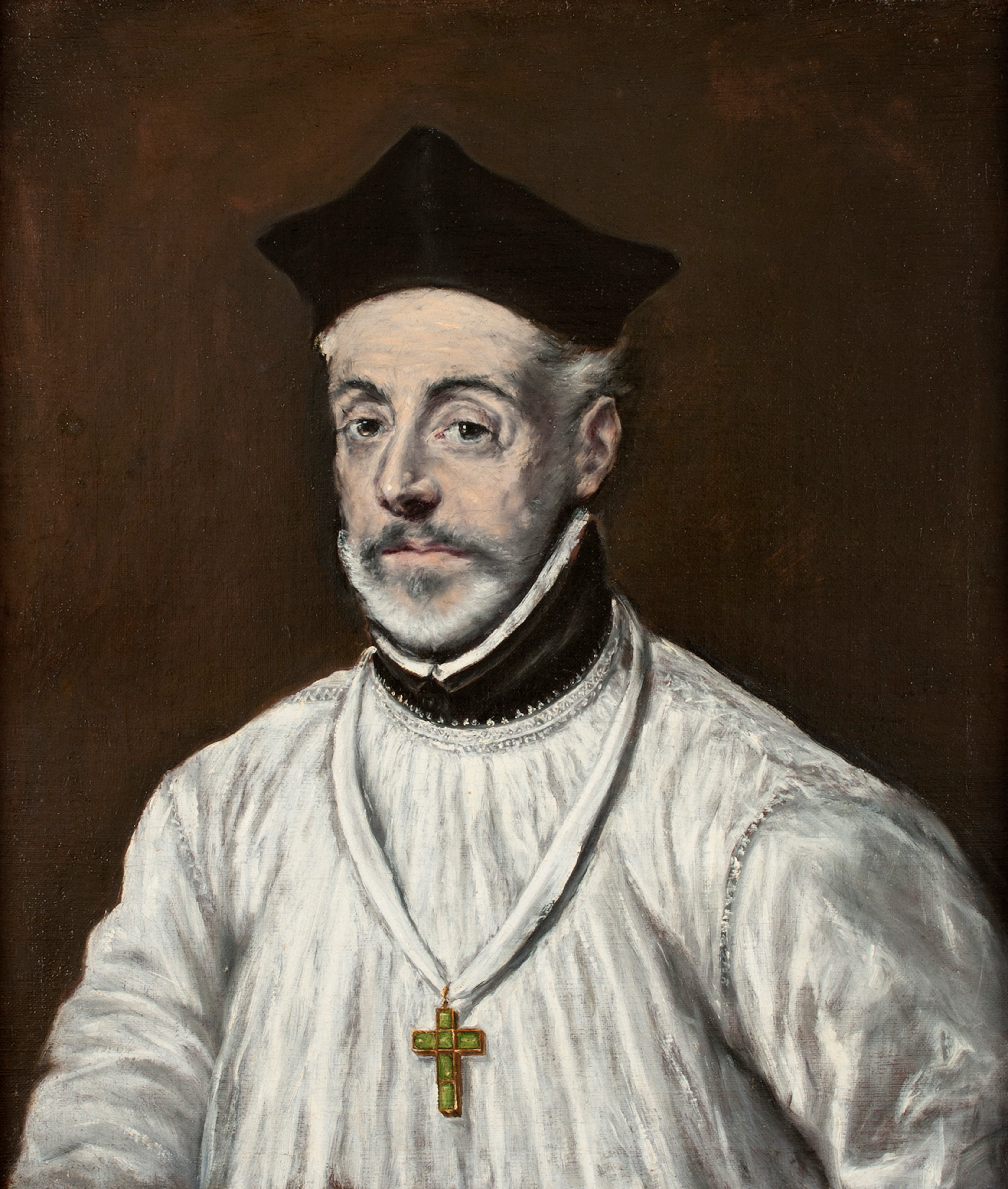
Diego de Covarrubias.

Con el florecimiento de las órdenes mendicantes en el siglo XIII comenzó un movimiento que, cada vez con más fuerza, insistía en la pobreza y la hermandad de los hombres, deplorando la acumulación de riquezas en la Iglesia. Las órdenes mendicantes consideraban la posesión de bienes y la propiedad privada como, al menos, moralmente objetables. Frente a ellos los dominicos en general, y Tomás de Aquino en particular, habían defendido que la propiedad privada es, en sí, una institución humana moralmente neutra (incluso siendo los dominicos una orden mendicante).
Los integrantes de la Escuela de Salamanca coincidieron en que la propiedad privada tiene el efecto beneficioso de estimular la actividad económica, y con ello el bienestar general. Diego de Covarrubias (1512-1577) consideraba que los propietarios tenían no solo derecho de propiedad sobre el bien sino que también, lo que es ya un rasgo moderno, tenían derecho exclusivo a los beneficios que pudieran derivarse del bien, aunque éstos pudiesen beneficiar a la comunidad. De todas maneras precisó que en momentos de gran necesidad todas las cosas son comunes.
Luis de Molina (1535-1601) la consideró una institución de efectos prácticos positivos ya que, por ejemplo, los bienes eran mejor cuidados por un dueño que si eran de propiedad comunal.

### Dinero, valor, precio y precio justo
Los desarrolladores más completos y metódicos de una teoría del valor fueron Martín de Azpilicueta (1493-1586), Luis de Alcalá (1490-1549) y Luis de Molina (1535-1600). Interesado por el efecto de los metales preciosos que llegaban de América, Martín de Azpilcueta constató el hecho de que en los países en los que éstos eran escasos, los precios de los bienes son inferiores a los de países con abundancia de estos metales. El metal precioso, como una mercancía más, tiene menos valor adquisitivo cuanto más abundante sea. Desarrolló así una teoría del valor-escasez precursora de la teoría cuantitativa del dinero en su obra Manual de confesores y penitentes (1556) y sus apéndices Comentario resolutorio de usuras y Comentario resolutorio de cambios, adelantándose, y de forma más completa, a las Respuestas a las paradojas de Monsieur de Malestroit (1588) de Jean Bodin.

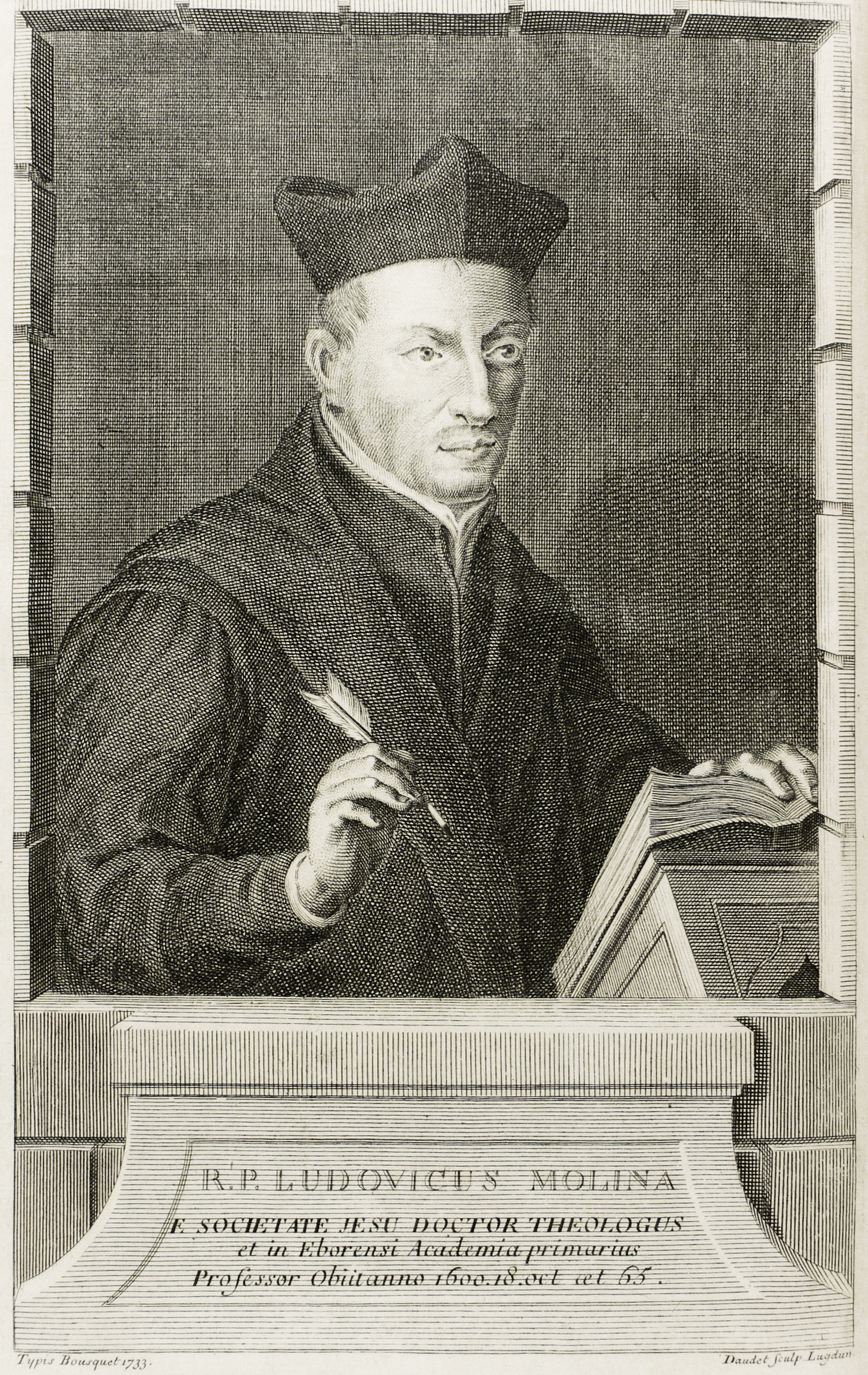
Luis de Molina.

La teoría del valor predominante hasta aquel momento era una teoría medieval del coste de producción como precio justo. El franciscano Luis de Alcalá, Diego de Covarrubias y Luis de Molina desarrollaron una teoría subjetiva del valor y del precio que consiste en que, puesto que la utilidad de un bien varía de persona a persona, su precio justo será el que se alcance de mutuo acuerdo en un comercio libre (sin monopolio, engaños o la intervención del gobierno).[cita requerida]
Esta interpretación no implica que identificaran  en todos  los  casos  el  precio  justo  de  las  mercancías  con  cualquier  precio  competitivo y tampoco se  mostraron  contrarios  a  que  se  fijaran  legalmente los  precios  de algunas mercancías consideradas básicas.

Los  doctores  de  la  Escuela  de  Salamanca  recibieron  de  los  escolásticos  medievales  una teoría  del valor  de  cambio basada  en  la  idea  de  que  el  precio  de  las  cosas  no  se  determina atendiendo  a  su  perfección  intrínseca  o  a  su  naturaleza...  sino  teniendo  en  cuenta su necesidad  para  los  seres  humanos  (indigentia).  Pero hay  que  decir  a  continuación  que, siguiendo  a  Tomás  de  Aquino, no  entendieron  esa  necesidad  en  sentido  subjetivo, sino objetivo.

En relación con el precio justo de las mercancías, Francisco de Vitoria señala la necesaria y fundamental distinción entre las cosas que son necesarias para la vida y las que no lo son:

"Hay dos clases de cosas que se pueden vender. Hay unas que son necesarias para la buena  marcha  de  las  cosas  y  para  la  vida,  y  por  ellas  no  se  puede  exigir  más  de  lo  que valen, y no sirve decir que al que quiere no se le hace injuria, pues en este caso no se da una decisión del todo voluntaria sino que existe una coacción, pues la necesidad le obliga; como  si  uno  que  tiene  necesidad  en  un  camino,  pide  vino  para  beber,  y  el  otro  no  lo quiere  dar  sino  por  veinte  ducados,  y  solo  vale  diez,  este  peca  mortalmente  y  está obligado  a restituir, porque aunque aquel se lo compró porque quiso, su decisión no fue lisa y llanamente voluntaria". Francisco de Vitoria

Se podría resumir la teoría del valor de los doctores de la Escuela de Salamanca, según Paradinas, en tres puntos:

1º.- El valor  de  cambio de  las  cosas  no  depende  de  su necesidad entendida  en  sentido subjetivo o utilitarista, sino objetivo.

2º.-  El  precio  justo  de  las  cosas necesarias  para  la  vida,si no  hay  fraude  o  engaño,  lo determina la “común estimación” solamente si hay muchos vendedores y compradores, es decir, si hay verdadera competencia entre los que venden y los que compran.

3º.- El  precio de  las  cosas  necesarias  para  la  vida humana puede  y debe  establecerse legalmente.

### Interés
La usura (tal como se denominaba en aquella época a cualquier préstamo con interés) siempre había sido muy mal vista por la Iglesia. El Segundo concilio de Letrán (1139) condenó que el pago de una deuda fuese mayor que el capital prestado; el Concilio de Viena (1307) prohibió explícitamente la usura y calificó de herética cualquier legislación que la tolerase; los primeros escolásticos reprobaban el cobro de interés.
En la economía medieval los préstamos eran consecuencia de la necesidad (mala cosecha, incendio en el taller) y, en dichas condiciones, no podía menos que ser moralmente reprobable el cobrar un interés por ello. En el Renacimiento la mayor movilidad de las gentes propició un aumento del comercio y la aparición de condiciones apropiadas para que los emprendedores iniciasen negocios nuevos y lucrativos. Puesto que el préstamo ya no era para el autoconsumo sino para la producción, no podía contemplarse bajo el mismo prisma.
La Escuela de Salamanca encontraba diversas razones que justificaban el cobro de un interés. En primer lugar, en las condiciones antedichas, la persona que recibía el préstamo obtenía un beneficio a costa del dinero obtenido. Por otro lado el interés se podía considerar como una prima por el riesgo del prestamista a perder su dinero. También estaba la cuestión del coste de oportunidad, ya que el prestamista perdía la posibilidad de utilizar el dinero en otra cosa. Por último, y una de las aportaciones más originales, estaba la consideración del dinero como una mercancía por la cual se puede recibir un beneficio (que sería el interés).
Martín de Azpilcueta consideró también la influencia del tiempo. A igualdad de condiciones es preferible recibir una cantidad ahora a recibirla en el futuro. Para que ésta sea más atractiva es necesario que sea mayor. En este caso el interés supone el pago del tiempo.
También trataron este tema Bartolomé de Medina y Mancio de Corpus Christi (conocido como el maestro Mancio) en su Tratado sobre la usura y los cambios.

## Otras ciencias
Otros integrantes de esta Escuela, también trataron las ciencias naturales. El propio Domingo de Soto estudió la caída libre de los cuerpos y el astrónomo Jerónimo Muñoz que estudió la supernova en 1572, fue partidario del sistema copernicano y al parecer Galileo aprovechó algunos de sus métodos de cálculo. El matemático portugués Pedro Nunes (Petrus Nonius) fue profesor de Salamanca entre 1538 y 1544.

## La Escuela de Salamanca en América
La Universidad de San Marcos de Lima fue creada el 12 de mayo de 1551, siguiendo el modelo de la Universidad de Salamanca, y allí enseñaron profesores formados en Salamanca, como Pedro Gutiérrez Flores rector de la Universidad (1580-1581); Francisco de León Garavito, catedrático de Prima de Leyes y también rector de la Universidad (1601-1602) y Alonso Velázquez, oidor de Lima y profesor, que llevaron a las Indias el espíritu renovador que florecía en Salamanca.
La Real y Pontificia Universidad de México se creó por real cédula de 21 de septiembre de 1551. Bartolomé Frías de Albornoz, gran opositor a la esclavitud, fundó la cátedra de Instituta en esa Universidad el 24 de enero de 1553.
Además, sería también importante la fundación de la Universidad San Gregorio Magno, a partir de la cual se desarrollaría la escolástica en la Real Audiencia de Quito.

## Miembros
Existe discusión sobre qué autores pueden ser adscritos a la denominación de escuela de Salamanca, o si puede hablarse de una escuela de Salamanca en primer lugar, pero el consenso orbita alrededor del nombre de Francisco de Vitoria, considerado figura central del movimiento. A partir de él, autores refieren tres etapas, contando en la primera a los pupilos de Vitoria y a los pupilos de estos, en la segunda a contemporáneos salmantinos que no tuvieran relación directa con él y en la tercera a figuras externas influenciadas por esta corriente.
Primer grupo
- Arias Piñel (1512-1563)
- Antonio de Padilla y Meneses (-1580)
- Bartolomé de Albornoz (1519-1573)
- Bartolomé de Medina (1527-1581)
- Diego de Chaves (1507-1592)
- Diego de Covarrubias (1512-1577)
- Diego Pérez de Mesa (1563-1632)
- Domingo Báñez (1528-1604)
- Domingo de Soto (1494-1560)
- Fernán Pérez de Oliva (1494-1531)
- Francisco de Vitoria (1492-1546)
- Francisco Sarmiento de Mendoza (1525-1595)
- Francisco Suárez (1548-1617)
- Gregorio de Valencia (1549-1603)
- Jerónimo Muñoz (1520-1591)
- Juan de Horozco y Covarrubias (1540-1610)
- Juan de la Peña (1513-1565)
- Juan de Matienzo (1520-1579)
- Juan de Ribera (1532-1611)
- Juan Gil de la Nava (-1551)
- Leonardus Lessius (1554-1623)
- Luis de León (1527-1591)
- Martín de Azpilcueta (1492-1586)
- Martín de Ledesma (1509-1574)
- Melchor Cano (1509-1560)
- Pedro de Sotomayor (1511-1564)
- Tomás de Mercado (1523-1575)

Segundo grupo
- Alonso de la Vera Cruz (1507-1584)
- Cristóbal de Villalón (-1588)
- Fernando Vázquez de Menchaca (1512-1569)
- Francisco Cervantes de Salazar (1513/18-1575)
- Juan de Lugo y Quiroga (1583-1660)
- Juan de Salas (1553-1612)
- Luis de Molina (1535-1600)
- Pedro de Aragón (1545/46-1592)
- Pedro de Valencia (1555-1620)

Tercer grupo
- Antonio de Hervías (-1590)
- Bartolomé de Carranza (1503-1576)
- Bartolomé de las Casas (1484-1566)
- Cristóbal de Fonseca (1550-1621)
- Domingo de Salazar (1512-1594)
- Domingo de Santo Tomás (1499-1570)
- Gabriel Vásquez (1549-1604)
- Gómez Pereira (1500–1567)[12]
- Juan de Mariana (1536-1624)
- Juan de Medina (1489-1545)
- Juan Pérez de Menacho (1565-1626)
- Luis de Alcalá (1490-1549)
- Luis Saravia de la Calle (?)
- Miguel Bartolomé Salón (1539-1621)
- Pedro de Fonseca (1528-1599)
- Pedro de Oñate (1567-1646)
- Rodrigo de Arriaga (1592-1667)